# Himeshima (Ōita)
Himeshima (japanisch 姫島村 Himeshima-mura) ist eine Dorfgemeinde im Higashikunisaki-gun in der japanischen Präfektur Ōita.

## Geographie
Das Dorf liegt auf der Insel Himeshima nördlich der Kunisaki-Halbinsel.
Durch die große Heisei-Eingemeindung, bei der die Gemeindezahl der Präfektur von 58 auf 18 sank, ist Himeshima seit dem 31. März 2006 die einzige Dorfgemeinde (mura) in Ōita.

## Wirtschaft
Aufgrund seiner Insellage leben die Menschen hauptsächlich vom Fischfang und dem Tourismus. Gefangen werden Schollen und Meerbrassen.

## Bildung
In Himeshima befinden sich zwei Schulen: die Grundschule Himeshima und die Mittelschule Himeshima.